# Rocio (género)
Rocio es un género de peces de la familia Cichlidae de la orden de los Perciformes. Es endémico de las cuencas fluviales del sur de México y Centroamérica.

## Especies
Actualmente hay cuatro especies reconocidas en este género:
- Rocio gemmata Contreras-Balderas & Schmitter-Soto, 2007
- Rocio ocotal Schmitter-Soto, 2007
- Rocio octofasciata (Regan, 1903)
- Rocio spinosissima (Vaillant & Pellegrin, 1902)